# Mad Max (franquicia)
Mad Max es una franquicia multimedia australiana del género ficción científica, que contiene elementos de acción basados en un futuro posapocalíptico, creada por George Miller y James McCausland. Comenzó en 1979 con la película Mad Max, seguida por Mad Max 2: The Road Warrior (1981), Mad Max Beyond Thunderdome (1985) y Mad Max: Fury Road (2015). Miller dirigió o codirigió las cuatro películas. Mel Gibson interpretó al personaje principal Max Rockatansky en las tres primeras películas, mientras que Tom Hardy interpretó al personaje en Mad Max: Fury Road.
La serie sigue a Max, inicialmente un oficial de policía en una Australia futura que está experimentando un colapso social debido a la guerra, la escasez crítica de recursos y el ecocidio. Cuando su esposa y su hijo son asesinados por una despiadada banda de motociclistas, Max los mata en venganza y se convierte en un solitario a la deriva en las tierras baldías. A medida que Australia se hunde cada vez más en la barbarie, Max se encuentra ayudando a focos de civilización, inicialmente por su propio interés, pero sus motivos siempre derivan hacia otros más altruistas. 
La serie ha sido bien recibida por la crítica; Mad Max 2 y Fury Road en particular han sido clasificadas entre las mejores películas de acción jamás realizadas. La serie también ha tenido una influencia significativa en la cultura popular, sobre todo en la ficción apocalíptica y postapocalíptica, y abarca obras en medios adicionales, incluidos videojuegos y cómics. En 2016, Fury Road se convirtió en la primera película de la franquicia Mad Max en recibir el reconocimiento al Premio de la Academia, ganando seis de sus diez nominaciones a los Óscar.
Los derechos norteamericanos de la película original son actualmente propiedad de Metro-Goldwyn-Mayer de Amazon (a través de las bibliotecas de Orion Pictures y American International Pictures).

## Línea temporal
El mundo colapsó en algún momento de la historia de la humanidad justo después de los acontecimientos de Mad Max, y un holocausto nuclear convierte el mundo en un páramo desértico donde los supervivientes tratan de organizarse hostigados por bandas incontroladas de merodeadores (Mad Max 2 y Mad Max Beyond Thunderdome). Cuarenta y cinco años después del colapso, una niña llamada Furiosa es separada de su familia y luego pasarán unos diez años aproximadamente hasta que (Furiosa: A Mad Max Saga) derrote a Dementus. Luego pasarán otros quince años bajo el mando de Immortan Joe hasta que Max y Furiosa (Mad Max: Fury Road) lo derrotan. En ese momento Max es libre para seguir su camino.

## Películas
| Película                   | Fecha de lanzamiento    | Dirigido por                   | Guion                                            | Historia                                         | Productor                                |
| -------------------------- | ----------------------- | ------------------------------ | ------------------------------------------------ | ------------------------------------------------ | ---------------------------------------- |
| Mad Max                    | 12 de abril de 1979     | George Miller                  | James McCausland & George Miller                 | George Miller & Byron Kennedy                    | Byron Kennedy                            |
| Mad Max 2                  | 24 de diciembre de 1981 | George Miller                  | Terry Hayes, George Miller & Brian Hannant       | Terry Hayes, George Miller & Brian Hannant       | Byron Kennedy                            |
| Mad Max Beyond Thunderdome | 10 de julio de 1985     | George Miller & George Ogilvie | Terry Hayes & George Miller                      | Terry Hayes & George Miller                      | George Miller                            |
| Mad Max: Fury Road         | 15 de mayo de 2015      | George Miller                  | George Miller, Brendan McCarthy & Nico Lathouris | George Miller, Brendan McCarthy & Nico Lathouris | George Miller, Doug Mitchell & PJ Voeten |
| Furiosa: A Mad Max Saga    | 24 de mayo de 2024      | George Miller                  | George Miller & Nico Lathouris                   | George Miller & Nico Lathouris                   | George Miller & Doug Mitchell            |
| Mad Max: The Wasteland     |                         | George Miller                  | George Miller & Nico Lathouris                   | George Miller & Nico Lathouris                   | George Miller & Doug Mitchell            |

### Mad Max(1979)
Mad Max es una película de acción australiana de 1979 dirigida por George Miller. Escrita por Miller y James McCausland a partir de una historia de Miller y el productor Byron Kennedy, ambientada "dentro de unos años". Cuenta una historia de colapso social, asesinato y venganza. La película, protagonizada por el entonces poco conocido Mel Gibson, se estrenó internacionalmente en 1980. Se convirtió en una de las películas australianas más taquilleras de la historia, al tiempo que mantuvo durante décadas el récord en el Libro Guinness de los Récords como la película más rentable jamás creada,  y se le atribuye la apertura adicional del mercado global a las películas australianas de la Nueva Ola. 

### Mad Max 2(1981)
Mad Max 2 (estrenada como The Road Warrior en los Estados Unidos) es una película de acción posapocalíptica australiana de 1981 dirigida por George Miller. Esta secuela de Mad Max de Miller fue otro éxito de taquilla mundial que impulsó aún más la carrera de Mel Gibson. La historia de la película sobre una comunidad de colonos que se movilizaron para defenderse contra una banda errante de merodeadores sigue un motivo arquetípico de película fronteriza "western", al igual que el papel de Max como un hombre endurecido que redescubre su humanidad. También comienza con una historia de fondo inexplicable sobre los trágicos acontecimientos que condujeron a los de la película original. 

### Mad Max Beyond Thunderdome(1985)
Mad Max Beyond Thunderdome es una película de 1985, la tercera entrega de la franquicia. La película fue dirigida por George Miller y George Ogilvie, y protagonizada por Mel Gibson y Tina Turner. La partitura musical original fue compuesta por Maurice Jarre. Si bien Miller inicialmente perdió interés en el proyecto después de que su amigo y productor Byron Kennedy muriera en un accidente de helicóptero, luego aceptó seguir adelante con la ayuda de Ogilvie. 

### Mad Max: Fury Road(2015)
Mad Max: Fury Road, la cuarta película de la franquicia,  es una película de acción posapocalíptica de 2015 coescrita y dirigida por George Miller. Si bien se informó que la búsqueda de localizaciones estaba en marcha en mayo de 2009, la producción se retrasó hasta junio de 2012 debido a niveles inusualmente altos de lluvia en el desierto australiano que restaron valor a la sensación posapocalíptica que Miller quería. Finalmente, el rodaje tuvo lugar en Namibia al año siguiente.  La película se estrenó el 15 de mayo de 2015. Presenta al actor británico Tom Hardy como Mad Max y a Charlize Theron como Imperator Furiosa. Gibson fue originalmente designado para protagonizar Fury Road durante su fallido intento de producción en 2003. 

### Furiosa: A Mad Max Saga(2024)
Miller y McCarthy descubrieron durante el proceso de escritura de Mad Max: Fury Road que tenían suficiente material argumental para dos guiones adicionales.  En marzo de 2020, se anunció que se estaba desarrollando una película derivada centrada en Furiosa con audiciones a través de Skype, incluida Anya Taylor-Joy.  En mayo del mismo año, se confirmó que la precuela sin título centrada en Furiosa estaba en desarrollo activo. Miller explicó que se crearon extensas historias de fondo para los personajes de Fury Road, y que con Furiosa se escribió un guion completo. El cineasta anunció que se refundirá el personaje principal. Aunque originalmente había querido reducir digitalmente la edad de Theron para retomar el papel, decidió no hacerlo después de ver The Irishman y decidir que la tecnología aún no ha superado el valle inquietante. Colin Gibson y John Seale regresarán como diseñador de producción y director de fotografía, respectivamente.  Chris Hemsworth y Tom Burke también protagonizarán papeles no especificados.  La filmación comenzó en junio de 2022  para una fecha de lanzamiento del 24 de mayo de 2024.  La filmación concluyó oficialmente el 28 de octubre de 2022. 

### Mad Max: The Wasteland
En marzo de 2015, Hardy reveló que estaba designado para protagonizar tres películas más de Mad Max, después de Fury Road.  Después del lanzamiento de Fury Road, Miller anunció que se está desarrollando una secuela, con el título provisional de Mad Max: The Wasteland.En enero de 2016, y después de informes engañosos que afirmaban que la franquicia había terminado, Miller reafirmó que estaba trabajando en películas de seguimiento.  En julio de 2019, se tuvo que resolver una cuestión relativa a las ganancias impagas antes de continuar con la producción, lo cual se resolvió. 

## Otros medios

### Comercialización
Muchos productos con licencia se basan en la franquicia Mad Max. Los productos incluyen novelas, cómics, videojuegos y otros materiales. 

### Novelas
QB Books también ha publicado novelizaciones de las tres primeras películas. Las dos primeras novelizaciones fueron escritas por Terry Hayes , quien acabó coescribiendo el guion de la segunda película tras llevarse bien con Miller.  Joan D. Vinge escribió una novelización para la tercera película . 

### Videojuegos
Mad Max es un videojuego de 1990 para NES desarrollado y publicado por Mindscape Inc. Está basado en la película Mad Max 2 . El objetivo del juego es sobrevivir a la vida en el mundo posapocalíptico luchando contra los supervivientes y recolectando recursos. Mindscape desarrolló otro juego de Mad Max originalmente titulado The Road Warrior para SNES y Sega Genesis, pero debido a que Mindscape perdió la licencia antes de completarlo, cambiaron el título a Outlander para evitar problemas legales. Outlander fue lanzado en 1992 para Sega Genesis y SNES.
En septiembre de 2015, se lanzó un juego desarrollado por Avalanche Studios basado en la ambientación de Mad Max para Linux , OS X , PlayStation 4 , Microsoft Windows y Xbox One. El personaje principal fue expresado por Bren Foster. 

### Cómics
Mad Max: Fury Road es una serie limitada de cómics creada por George Miller, Nico Lathouris y Mark Sexton. La serie, que sirve como precuela de la película de 2015 del mismo nombre, se centra en varios de los personajes de la película. Consta de cuatro números. A partir de mayo de 2015, Vertigo publicó un número por mes y finalizó en agosto. El 26 de agosto se publicó una colección en un solo volumen de todos los números. La recepción de la serie ha sido mixta; algunos lo consideran innecesario y mal ejecutado, y muchos criticaron duramente el tema centrado en Imperator Furiosa. Sin embargo, el número centrado en Nux e Immortan Joe y los dos números centrados en Max Rockatansky fueron recibidos de manera más positiva.